# Ultrakill
Ultrakill es un próximo juego de disparos en primera persona desarrollado por Arsi "Hakita" Patala y publicado por New Blood Interactive. Se lanzó en Steam en acceso anticipado para Microsoft Windows el 3 de septiembre de 2020. El juego utiliza gráficos de estilo retro que utilizaban los videojuegos de las primeras consolas como  PlayStation y combina mecánicas de movimiento modernas como las de Titanfall y Doom Eternal con elementos de juegos de acción como Devil May Cry.

## Jugabilidad

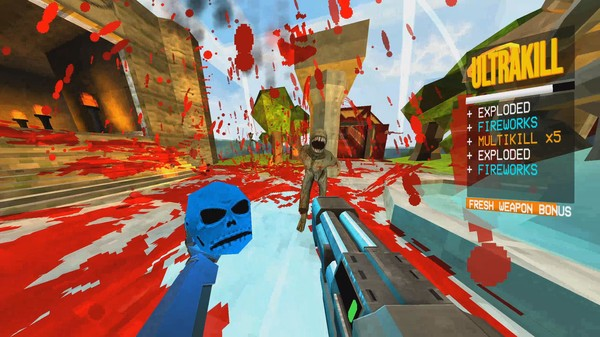
El medidor de estilo (en la parte derecha de la pantalla) determina con qué nivel de estilo esta el jugador derrotando a los enemigos. Se pueden otorgar ciertas "bonificaciones de estilo" por acciones específicas (como bloquear ataques de enemigos).

Ultrakill es un juego de disparos en primera persona de ritmo rápido que pone énfasis en el movimiento y en las técnicas estilizadas. El jugador debe recorrer una interpretación de las capas del infierno de Dante, con tres actos cada uno compuesto por tres capas divididas en múltiples niveles . A February 2025, solo se han publicado completamente el Acto I, el Acto II, parcialmente el acto III con la primera capa de esta habilitada y parcialmente 2 niveles especiales llamados Encores.[cita requerida]
El jugador lucha contra los enemigos usando un arsenal de armas que va consiguiendo a lo largo de la partida, armas que tienen un ataque principal y uno alternativo, y varios brazos robóticos con cada uno una funcionalidad distinta. Estos tienen interacciones únicas entre sí, invocando los ataques combinados de juegos como Devil May Cry. Muchas de las técnicas avanzadas del juego son el resultado de la combinación de varios elementos del arsenal del jugador. Para fomentar un juego agresivo, el jugador puede curarse absorbiendo la sangre de los enemigos a través del combate a corta distancia  o bloqueando los ataques de los enemigos. El rendimiento del jugador se juzga mediante un "medidor de estilo", similar a juegos como Devil May Cry. El medidor de estilo recompensa al jugador por realizar movimientos avanzados y llamativos, además de fomentar las maniobras aéreas y el cambio rápido entre armas. 
Al final de cada nivel, la clasificación del estilo del jugador se combina con el tiempo tomado para completar el nivel y la cantidad de muertes para determinar una calificación de letras al final del nivel. Alcanzar un rango S en las tres categorías sin morir durante la partida le otorgará al jugador un rango P (Perfecto), el rango más alto posible para un nivel.
Además de la campaña principal, Ultrakill ofrece varios niveles secretos  que parodian otros géneros de videojuegos. El juego tiene un modo de supervivencia sin fin llamado "The Cyber Grind" donde los jugadores pueden competir contra los puntajes más altos de otros jugadores, y un modo sandbox en el que el jugador puede generar enemigos y varios objetos. Alcanzar un rango P en todos los niveles de un acto le permite al jugador acceder al "santuario prime" del acto, los cuales contiene una pelea secreta contra un jefe.

## Trama
En el futuro, la humanidad se ha extinguido por causas desconocidas después de un período de guerra que duró siglos conocido como la Guerra Final y un segundo período más corto conocido como la Nueva Paz. La Guerra Final condujo a la invención de máquinas impulsadas por sangre, en su mayoría soldados, y a una carrera armamentista. Una catástrofe climática causada por la guerra provocó que el Sol desapareciera, poniendo fin a la guerra. Los humanos durante la Nueva Paz descubrieron el Infierno y luego comenzaron expediciones al Infierno, hasta su eventual extinción.
Antes de los acontecimientos del juego, Dios había desaparecido, dejando al Cielo sin gobernante. Debido al agotamiento de las fuentes de sangre en la Tierra, varias máquinas alimentadas por sangre, entre ellas el personaje del jugador, una máquina prototipo conocida como V1, han descendido al infierno en busca de sangre. A lo largo de su viaje, V1 lucha contra husks (manifestaciones físicas de almas condenadas), demonios, ángeles y máquinas competidoras mientras viaja más abajo en las capas del Infierno. En la capa de Limbo, V1 lucha contra V2, otro prototipo de V construido con un revestimiento más fuerte en lugar de absorción de sangre para funcionar en la Nueva Paz, aunque V2 escapa luego de su encuentro con V1. Después de derrotar al husk del Rey Minos en la capa de Lujuria, el primer acto culmina en una pelea en la capa de Gula contra el arcángel Gabriel (con la voz de Gianni Matragrano), el recién nombrado Juez del Infierno. Tras su derrota a manos de V1, el consejo del Cielo, que ha comenzado a gobernar el Cielo en ausencia de Dios, declara a Gabriel un traidor debido a su pérdida y lo despoja de su luz sagrada, dejándolo con 24 horas de vida para destruir a V1.
V1 continúa su descenso al Infierno, teniendo una revancha con V2 en la capa de Avaricia que termina en la muerte de V2, y matando al Leviatán en la capa de Ira. Gabriel regresa al final del segundo acto en la capa de Herejía, enfurecido debido a su pérdida anterior. Gabriel es derrotado nuevamente, pero se siente aliviado en lugar de enfurecerse, ya que V1 es el primer adversario que le presenta un verdadero desafío. Después de la batalla, reflexiona sobre sus pérdidas y se da cuenta de que el consejo del Cielo ha perdido el rumbo en ausencia de Dios y lo ha estado utilizando para llevar a cabo sus propios planes. Él promete actuar bajo sus propios términos y procede a ejecutar a los miembros del consejo y muestra una de sus cabezas cortadas a los ciudadanos del Cielo.
V1 continúa su masacre y viaja a la capa de Violencia, donde derrota al Minotauro y a un 1000-THR (apodado Earthmover), un tipo de máquina de guerra gigante de las etapas finales de la Guerra Final, que resultó en la catástrofe climática que le puso fin.

## Desarrollo
Arsi Patala, conocido bajo el nombre de Hakita, comenzó el desarrollo en febrero de 2018. En agosto de 2019 se lanzó una demo preliminar de Ultrakill y New Blood Interactive adquirió el juego en mayo de 2020. Se lanzó mediante acceso anticipado en septiembre de ese año.

## Recepción
Ultrakill fue elogiado por su mecánica de movimiento y su autenticidad en comparación con los shooters de arena y los shooters en primera persona anteriores.</ref> Christopher Livingston de PC Gamer describió a Ultrakill como más rápido e "incluso más metalero que Doom Eternal " y elogió el juego por su verticalidad. También fue descrito como "[moviéndose] como un Doom Eternal turbo", en otro artículo de PC Gamer escrito por Dominic Tarason, quien señaló que "parece un juego de PSX". También fue revisado por Peter Glasgowski de TheGamer, quien escribió que "... Ultrakill cumplía todos los requisitos para mí". El 15 de mayo de 2024, el juego había logrado 100,000 reseñas en Steam con un índice de aprobación del 98%.
El 8 de diciembre de 2022, Ultrakill obtuvo soporte oficial para vibración del controlador, bajo la apariencia de ser compatible con juguetes sexuales. Su desarrollador lanzó un mod oficial llamado UKbutt, agregando soporte para un complemento llamado buttplug.io. El mod fue creado por el programador de Ultrakill PITR y el líder de buttplug.io Kyle "qDot" Machulis. Dave Oshry, director ejecutivo de New Blood, comentó: «En ningún momento, durante las pruebas iniciales o las conversaciones sobre el juego con Hakita ni con nadie de New Blood, pensamos: 'Van a querer sexo'». El mod recibió una oleada de reseñas positivas de los usuarios.